# Мітрешть
Мітрешть, Мітрешті (рум. Mitrești) — село у повіті Муреш в Румунії. Входить до складу комуни Вергата.
Село розташоване на відстані 259 км на північ від Бухареста, 18 км на схід від Тиргу-Муреша, 94 км на схід від Клуж-Напоки, 120 км на північний захід від Брашова.

## Населення
За даними перепису населення 2002 року у селі проживали 382 особи.
Національний склад населення села:
| Національність | Кількість осіб | Відсоток |
| -------------- | -------------- | -------- |
| угорці         | 360            | 94,2%    |
| цигани         | 22             | 5,8%     |

Рідною мовою назвали:
| Мова      | Кількість осіб | Відсоток |
| --------- | -------------- | -------- |
| угорська  | 363            | 95,0%    |
| циганська | 19             | 5,0%     |